# Balonul de Aur, ediția 2006
Balonul de Aur, ediția 2006 acordat celui mai bun fotbalist din lume de un juriu format din jurnaliști sportivi a fost câștigat de Fabio Cannavaro.
Cannavaro a fost al cincilea jucător italian care a câștigat premiul după Omar Sívori (1961), Gianni Rivera (1969), Paolo Rossi (1982) și Roberto Baggio (1993). A fost al cincilea jucător al lui Real Madrid care a câștigat premiul după Alfredo di Stéfano (1957, 1959), Raymond Kopa (1958), Ronaldo (1997, 2002)  și Luís Figo (2000).

## Clasament
| Locul | Jucător            | Naționalitate    | Club                    | Puncte |
| ----- | ------------------ | ---------------- | ----------------------- | ------ |
| 1     | Fabio Cannavaro    | Italia           | Juventus Real Madrid    | 173    |
| 2     | Gianluigi Buffon   | Italia           | Juventus                | 124    |
| 3     | Thierry Henry      | Franța           | Arsenal                 | 121    |
| 4     | Ronaldinho         | Brazilia         | Barcelona               | 73     |
| 5     | Zinedine Zidane    | Franța           | Real Madrid             | 71     |
| 6     | Samuel Eto'o       | Camerun          | Barcelona               | 67     |
| 7     | Miroslav Klose     | Germania         | Bremen                  | 29     |
| 8     | Didier Drogba      | Coasta de Fildeș | Chelsea                 | 25     |
| 9     | Andrea Pirlo       | Italia           | Milan                   | 17     |
| 10    | Jens Lehmann       | Germania         | Arsenal                 | 13     |
| 11    | Deco               | Portugalia       | Barcelona               | 11     |
| 11    | Kaká               | Brazilia         | Milan                   | 11     |
| 13    | Franck Ribéry      | Franța           | Marseille               | 9      |
| 14    | Cristiano Ronaldo  | Portugalia       | Manchester United       | 5      |
| 14    | Gennaro Gattuso    | Italia           | Milan                   | 5      |
| 14    | Patrick Vieira     | Franța           | Juventus Internazionale | 5      |
| 17    | Frank Lampard      | Anglia           | Chelsea                 | 3      |
| 17    | Lukas Podolski     | Germania         | Köln Bayern München     | 3      |
| 17    | Carles Puyol       | Spania           | Barcelona               | 3      |
| 20    | Juninho            | Brazilia         | Lyon                    | 2      |
| 20    | Lionel Messi       | Argentina        | Barcelona               | 2      |
| 20    | John Terry         | Anglia           | Chelsea                 | 2      |
| 20    | Luca Toni          | Italia           | Fiorentina              | 2      |
| 20    | Gianluca Zambrotta | Italia           | Juventus Barcelona      | 2      |
| 25    | Philipp Lahm       | Germania         | Bayern München          | 1      |
| 25    | David Villa        | Spania           | Valencia                | 1      |

Au mai fost nominalizați 24 de jucători, dar nu au primit nici un vot: Michael Ballack (Bayern München, Chelsea), Tim Cahill (Everton), Joe Cole (Chelsea), Grégory Coupet (Lyon), Cris (Lyon), Mahamadou Diarra (Real Madrid), Michael Essien (Chelsea), Cesc Fàbregas (Arsenal), William Gallas (Chelsea, Arsenal), Steven Gerrard (Liverpool),  Ludovic Giuly (Barcelona), Fabio Grosso (Palermo, Internazionale), Claude Makélélé (Chelsea), Florent Malouda (Lyon), Édison Méndez (LDU Quito, PSV), Juan Román Riquelme (Villarreal), Arjen Robben (Chelsea), Wayne Rooney (Manchester United), Willy Sagnol (Bayern München), Bastian Schweinsteiger (Bayern München), Andriy Shevchenko (Milan, Chelsea), Lilian Thuram (Juventus, Barcelona), Tiago (Lyon) și Fernando Torres (Atlético Madrid).